# Фармакопеја
Фармакопеја (гр. pharmakopoiia) је званични списак упутстава, издат од стране санитетских државних органа, којих се морају придржавати апотекари при прављењу, испитивању и складиштењу лекова и помоћних лековитих средстава.
У циљу побољшања промета и производње лекова, као и контроле њиховог квалитета у читавој Европи 1964. године у Риму је донета Конвенција о изради Европске фармакопеје (European Pharmacopoeia), која би представљала званични стандард за све државе. Последње издање ове фармакопеје из 2005. године до данас је претрпело шест допуна којима се непрекидно прати развој и појава нових лекова.
Југословенска фармакопеја из 2000. године, издата од стране Савезног завода за заштиту и унапређење здравља је прилагођени превод Европске фармакопеје из 1997. године.